# Bàrbara Almenar i Tarazona
Bàrbara Almenar i Tarazona   (Picanya, 1909 - València, 1973), coneguda com la «Canela», va ser una dona treballadora, solidària i compromesa, víctima de la repressió franquista després de la Guerra Civil espanyola.
Segona de cinc germans —quatre xiques i un xic—, des de jove va destacar pel seu caràcter reivindicatiu, valent i amb una marcada ideologia d'esquerres. Va començar a treballar com a bressolera al barri del Cabanyal i, més endavant, a la taverna familiar coneguda com «Cal Casat», situada al carrer Major, número 15, del seu poble natal, Picanya.
El 5 d'abril de 1939, poc després del final del conflicte bèl·lic, fou detinguda juntament amb son pare, acusada de pertànyer a la UGT. Va ser condemnada a trenta anys de presó, dels quals en complí més de tres a la Presó de Dones de València. Va ser excarcerada el 5 de maig de 1942.
Després de recuperar la llibertat, es traslladà a València i, anys més tard, a Bonrepòs i Mirambell (Horta Nord). En la seua vida posterior, va treballar al magatzem de Kamstra, a Picanya, i també com a venedora de fruita i hortalisses al mercat de Mossén Sorell de València.
El 2023 el grup Dones de Picanya crea el premi «Bàrbara Almenar Tarazona» en el seu honor.